# ギヨーム1世 (ヌヴェール伯)
ギヨーム1世（Guillaume Ier, 1029年ごろ - 1098/1100年6月20日）は、ヌヴェール伯（在位：1040年 - 1100年）。

## 生涯
ギヨーム1世はヌヴェール伯ルノー1世とアデライード・ド・フランスの息子である。1039年ごろにトネール伯ルノーの娘エルマンガルドと結婚した。ギヨームは1098年または1100年に死去した。
ギヨーム1世とエルマンガルドとの間には以下の子女が生まれた。
- ルノー2世（1089年没）[1] - 父に先立って死去
- ギヨーム2世 - トネール伯[1]
- ロベール（1090/5年没） - オセール司教[1]
- シビーユ - ブルゴーニュ公ユーグ1世と結婚
- エルマンガルド（1095年没） - メーヌ子爵ユベール・ド・ボーモン＝オー＝メーヌと結婚[1]
- エルヴィーズ（1114年没） - エヴルー伯ギヨームと結婚[1]